# 위임입법
위임입법(委任立法)은 법률의 위임에 따라 입법부 외의 국가기관, 특히 행정부의 기관이 법규를 정립하는 것을 말한다. 사회의 모든 문제에 대해서 법으로 제정한다는 것은 사실상 불가능하기 때문에, 국회는 법률로써 일반적이고 추상적인 기준을 정하고, 구체적 규정은 행정기관이 발하는 명령에 위임하는 것이다.

## 판례
- 범죄와 형벌은 국회가 제정한 법률에 의해 정해져야 하나, 위임입법이 불가피한 경우 구성요건의 점에서는 처벌대상인 행위가 어떠한 것인지를 예측할 수 있을 정도로 구체적으로 정하고, 형벌의 점에서는 형벌의 종류및 그 상한과 폭을 명확히 규정하는 것을 전제로 위임입법이 허용된다.[1]
- 헌법이 인정하고 있는 위임입법의 형식은 제한적ㆍ열기적인 것이 아니라 예시적인 것이다[2]
- 헌법은 법률에서 구체적으로 범위를 정하여 위임받은 사항에 관하여 하위법령에 규정하는 것을 허용한다.[3]
- 법률의 시행령이나 시행규칙의 내용이 모법의 입법 취지와 관련 조항 전체를 유기적· 체계적으로 살펴보아 모법의 해석상 가능한 것을 명시한 것에 지나지 아니하거나 모법조항의 취지에 근거하여 이를 구체화하기 위한 것인 때에는 모법에 이에 관하여 직접 위임하는 규정을 두지 아니하였다고 하더라도 이를 무효라고 볼 수는 없다.[4]
- 법률의 시행령이 형사처벌에 관한 사항을 규정하면서 법률의 명시적인 위임 범위를 벗어나 그 처벌의 대상을 확장하는 것은 죄형법정주의의 원칙에도 어긋나는 것이므로, 그러한 시행령은 위임입법의 한계를 벗어난 것으로서 무효이다.[5]
- 형벌법규의 위임은 특히 긴급한 필요가 있거나 미리 법률로써 자세히 정할 수 없는 부득이한 사정이 있는 경우로 한정되어야 하며, 이러한 경우에도 법률에서 범죄의 구성요건은 처벌대상행위가 어떠한 것일 것이라고 예측할 수 있을 정도로 구체적으로 정하여야 한다.[6]

## 같이 보기
- 죄형법정주의